# Abbey Presbyterian Church

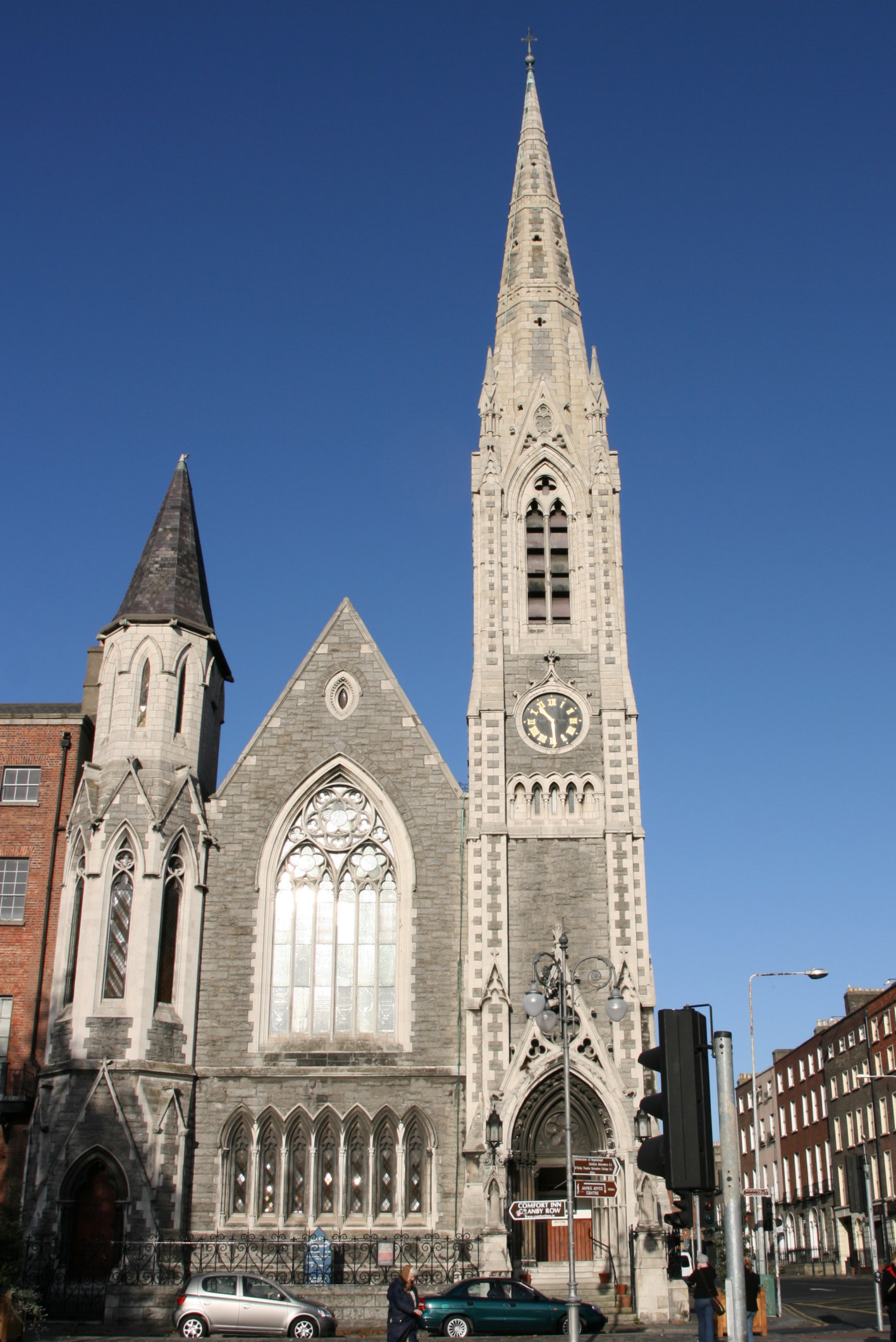
Abbey Presbyterian Church

Die Abbey Presbyterian Church (irisch Eaglais Phreispitéireach na Mainistreach) oder Findlater’s Church (Eaglais Findlater) ist eine Kirche am Parnell Square in der irischen Hauptstadt Dublin.

## Geschichte
In den 1860er Jahren nahm das Wachstum der presbyterianischen Gemeinde in Dublin deutlich zu, und die Gemeinde benötigte und suchte dringend neue Räumlichkeiten. Der  Dubliner Kaufmann Alexander Findlater beauftragte den schottischen Architekten Andrew Heiton of Perth mit dem Entwurf einer neuen Kirche. Dank der Großzügigkeit von Alexander Findlater, der den Bau finanzierte, konnte die neue Kirche im November 1864 eingeweiht werden. Umgangssprachlich wird sie auch als „Findlater’s Church“ bezeichnet.
Einer der ersten Prediger der Gemeinde war John Hall (1829–1898).

## Architektur
Die im neugotischen Stil erbaute und reich verzierte Kirche besitzt auf der Haupteingangsseite einen seitlichen Turm mit einer Höhe von rund 55 Metern (180 Fuß). Der Kircheninnenraum hat eine Fläche von rund 420 m², vier frei stehende Steinpfeiler, deren Positionen ein Rechteck bilden, tragen die hölzerne Dachkonstruktion. Damit ist das Gebäude eine holzgedeckte Hallenkirche, hat jedoch nicht die gemauerten Arkaden, die für mittelalterliche Hallenkirchen auf den britischen Inseln typisch sind, etwa St. Nicholas’ in Galway und viele Hallenkirchen in England.
An die Halle des Gottesdienstraums schließen sich die Sakristei und das Sitzungshaus an, das mit einem großen Raum für Gemeindezwecke das Gesamtbild abrundet. Die Giebelfronten zur Straßenseite sind mit filigranen Maßwerk-Fenstern verziert. Der Eingang zur Kirche grenzt unmittelbar an das Gebäude des Dublin Writers Museums.